# ブランドン・ナイト (野球)
ブランドン・マイケル・ナイト（Brandon Michael Knight , 1975年10月1日 - ）は、アメリカ合衆国カリフォルニア州オックスナード出身の元プロ野球選手（投手）。韓国での登録名は、나이트。

## 経歴

### プロ入り前
1994年、MLBドラフト51巡目（全体1366位）でコロラド・ロッキーズから指名されるも拒否。

### プロ入りとレンジャーズ傘下時代
1995年、MLBドラフト14巡目（全体374位）でテキサス・レンジャーズに指名され、6月3日に入団。

### ヤンキース・ツインズ時代
1999年12月13日、チャド・カーティスとのトレードでサム・マーソネックと共にニューヨーク・ヤンキースに移籍。
2000年12月11日、ルール・ファイブ・ドラフトでミネソタ・ツインズに移籍。
2001年3月28日、ヤンキースに再び復帰するも、3月30日に放出される。4月1日、再びヤンキースと契約。6月5日のボルチモア・オリオールズ戦でメジャーデビューを果たした。5点ビハインドの6回表から4回を投げたが、マイク・ボーディック、ブレイディ・アンダーソンから本塁打を打たれ4失点を喫した。
2002年までの2年間に11試合に登板したが、2003年1月3日に解雇された。

### ダイエー時代
2003年、福岡ダイエーホークスに入団した。同年は6勝4敗・防御率4.86と安定感を欠いたがリーグ優勝を経験する。阪神タイガースとの日本シリーズでは第4戦に登板、5回3失点の投球内容で勝ち負けは付かなかった。
2004年はいずれもリリーフでの6試合の登板に留まり未勝利に終わった。同年を以てダイエーを退団。

### 日本ハム時代
2005年、マイナーリーグ時代に監督を務めていた北海道日本ハムファイターズ監督・トレイ・ヒルマンの推薦もあり、日本ハムに入団。5月4日の西武ライオンズ戦に先発し1アウトを取っただけで8失点でノックアウトされるなど振るわず8試合の登板に終わり、9月3日付で解雇された。

### パイレーツ傘下時代
2006年2月2日、ピッツバーグ・パイレーツに入団。AA級アルトゥーナ・カーブで51試合に登板したが、10月15日にFAとなった。

### 独立リーグ時代
2007年、アトランティックリーグのサマセット・ペイトリオッツに入団。
2008年はサマセットで開幕を迎えた。

### メッツ時代
2008年5月29日にニューヨーク・メッツと契約し、傘下AAA級ニューオーリンズ・ゼファーズでプレー。7月26日、父親の死去で帰国していたペドロ・マルティネスの代役として6年ぶりにメジャー復帰。同日のセントルイス・カージナルス戦でメジャー初先発を果たした。5回を投げ4失点で勝利投手の権利を持って降板したが、後続が打たれたためにメジャー初勝利は逃した。翌日の7月27日、戦力外となった。8月の北京オリンピックの野球アメリカ合衆国代表に選出された。韓国戦、チャイニーズタイペイ戦の2試合で先発し、チャイニーズタイペイ戦で勝利投手となり、銅メダル獲得に貢献した。9月になりロースターが拡大されるとメジャーに再昇格し、1勝をあげシーズンを終えた。
2009年はメッツ傘下AAA級バッファロー・バイソンズでプレーしていたが、7月24日に放出された。

### ライオンズ時代
2009年7月24日、故障により退団したルネルビーズ・エルナンデスの代役として、韓国プロ野球のサムスン・ライオンズと契約。
同年は先発として活躍し6勝を挙げた。
2010年シーズンはサムスンと再契約し残留した。しかし故障と成績不振で、シーズン途中の8月4日に退団した。

### ヒーローズ時代
2010年12月8日、韓国のネクセン・ヒーローズと契約。
2011年はシーズン通して先発ローテーションを守ったが、15敗と最多敗戦投手となった。しかし最下位に沈んだチームで最多の7勝を記録した。
2012年は韓国4年目で自己最多の16勝を記録し、防御率2.20で最優秀防御率のタイトルも獲得した。
2013年も先発で活躍しチーム最多タイの12勝を記録した。
2014年は開幕からの不振で、5月14日ネクセンからウェーバー公示され退団となった。

### 現役引退後
2014年6月末、韓国プロ野球・SKワイバーンズの外国人選手のスカウトになった。
2015年11月、ネクセン・ヒーローズの2軍投手コーチに就任。2017年7月、ネクセン（2019年よりキウム）の1軍投手コーチに転任。2020年限りでキウムとのコーチ契約を終了。
2021年よりSKワイバーンズ改めSSGランダースの外国人投手アドバイザーに就任した。
2022年はSSGの2軍投手コーチだった。

## 選手としての特徴
150km/hを超える速球とスライダーが武器。

## 詳細情報

### 年度別投手成績
| 年 度    | 球 団    | 登 板 | 先 発 | 完 投 | 完 封 | 無 四 球 | 勝 利 | 敗 戦 | セ 丨 ブ | ホ 丨 ル ド | 勝 率 | 打 者 | 投 球 回 | 被 安 打 | 被 本 塁 打 | 与 四 球 | 敬 遠 | 与 死 球 | 奪 三 振 | 暴 投 | ボ 丨 ク | 失 点 | 自 責 点 | 防 御 率 | W H I P |
| -------- | -------- | ----- | ----- | ----- | ----- | -------- | ----- | ----- | -------- | ----------- | ----- | ----- | -------- | -------- | ----------- | -------- | ----- | -------- | -------- | ----- | -------- | ----- | -------- | -------- | ------- |
| 2001     | NYY      | 4     | 0     | 0     | 0     | 0        | 0     | 0     | 0        | 0           | ----  | 52    | 10.2     | 18       | 5           | 3        | 0     | 0        | 7        | 0     | 0        | 12    | 12       | 10.13    | 1.97    |
| 2002     | NYY      | 7     | 0     | 0     | 0     | 0        | 0     | 0     | 0        | 0           | ----  | 41    | 8.2      | 11       | 2           | 5        | 0     | 0        | 7        | 1     | 0        | 12    | 11       | 11.42    | 1.85    |
| 2003     | ダイエー | 16    | 16    | 0     | 0     | 0        | 6     | 4     | 0        | --          | .600  | 401   | 87.0     | 105      | 9           | 45       | 4     | 3        | 77       | 6     | 2        | 51    | 47       | 4.86     | 1.72    |
| 2004     | ダイエー | 6     | 0     | 0     | 0     | 0        | 0     | 0     | 0        | --          | ----  | 36    | 6.0      | 11       | 0           | 6        | 0     | 1        | 5        | 2     | 0        | 10    | 8        | 12.00    | 2.83    |
| 2005     | 日本ハム | 8     | 2     | 0     | 0     | 0        | 0     | 2     | 0        | 0           | .000  | 62    | 11.1     | 20       | 3           | 7        | 0     | 1        | 14       | 1     | 0        | 18    | 14       | 11.12    | 2.38    |
| 2008     | NYM      | 4     | 2     | 0     | 0     | 0        | 1     | 0     | 0        | 0           | 1.000 | 57    | 12.0     | 14       | 0           | 7        | 0     | 2        | 10       | 0     | 0        | 7     | 7        | 5.25     | 1.75    |
| 2009     | 三星     | 11    | 10    | 0     | 0     | 0        | 6     | 2     | 0        | 0           | .750  | 260   | 60.2     | 52       | 5           | 28       | 0     | 2        | 51       | 6     | 0        | 26    | 24       | 3.56     | 1.32    |
| 2010     | 三星     | 21    | 14    | 0     | 0     | 0        | 6     | 5     | 0        | 0           | .545  | 375   | 83.1     | 87       | 5           | 42       | 2     | 2        | 66       | 6     | 0        | 47    | 42       | 4.54     | 1.55    |
| 2011     | ネクセン | 30    | 30    | 0     | 0     | 0        | 7     | 15    | 0        | 0           | .318  | 768   | 172.1    | 169      | 12          | 98       | 0     | 12       | 115      | 0     | 0        | 98    | 90       | 3.56     | 1.55    |
| 2012     | ネクセン | 30    | 30    | 2     | 1     | 0        | 16    | 4     | 0        | 0           | .800  | 832   | 208.2    | 180      | 6           | 53       | 0     | 7        | 102      | 0     | 0        | 60    | 51       | 2.20     | 1.12    |
| 2013     | ネクセン | 30    | 30    | 0     | 0     | 0        | 12    | 10    | 0        | 0           | .545  | 769   | 172.2    | 192      | 10          | 79       | 1     | 14       | 129      | 2     | 0        | 96    | 85       | 4.43     | 1.57    |
| 2014     | ネクセン | 6     | 6     | 0     | 0     | 0        | 1     | 2     | 0        | 0           | .333  | 142   | 29.1     | 36       | 5           | 22       | 0     | 1        | 19       | 0     | 0        | 22    | 18       | 5.52     | 1.98    |
| MLB：3年 | MLB：3年 | 15    | 2     | 0     | 0     | 0        | 1     | 0     | 0        | 0           | 1.000 | 150   | 31.1     | 43       | 7           | 15       | 0     | 2        | 24       | 1     | 0        | 31    | 30       | 8.62     | 1.85    |
| NPB：3年 | NPB：3年 | 30    | 18    | 0     | 0     | 0        | 6     | 6     | 0        | 0           | .500  | 499   | 104.1    | 136      | 12          | 58       | 4     | 5        | 96       | 9     | 2        | 79    | 69       | 5.95     | 1.86    |
| KBO：6年 | KBO：6年 | 128   | 120   | 2     | 1     | 0        | 48    | 38    | 0        | 0           | .558  | 3146  | 727.0    | 696      | 43          | 322      | 3     | 38       | 482      | 14    | 0        | 349   | 310      | 3.84     | 1.40    |

- 2014年度シーズン終了時
- 各年度の太字はリーグ最高

### 記録
NPB
- 初登板・初先発登板：2003年3月29日、対千葉ロッテマリーンズ2回戦（福岡ドーム）、7回2失点で敗戦投手
- 初奪三振：同上、1回表にデリック・メイから空振り三振
- 初勝利・初先発勝利：2003年4月5日、対日本ハムファイターズ2回戦（東京ドーム）、6回3失点

### 背番号
- 62 （2001年）
- 48 （2002年）
- 24 （2003年 - 2005年、2013年4月 - 2014年5月）
- 44 （2008年 - 同年途中）
- 28 （2008年途中 - 同年終了）
- 30 （2009年 - 2010年）
- 54 （2011年 - 2013年4月）
- 71 （2016年 - 2020年）
- 73 （2021年）
- 78 （2022年）